# Oana Bogdan
Pour les articles homonymes, voir Bogdan.
 (mars 2024).
La mise en forme du texte ne suit pas les recommandations de Wikipédia : il faut le « wikifier ».
Les points d'amélioration suivants sont les cas les plus fréquents. Le détail des points à revoir est peut-être précisé sur la page de discussion.
- Les titres sont pré-formatés par le logiciel. Ils ne sont ni en capitales, ni en gras.
- Le texte ne doit pas être écrit en capitales (les noms de famille non plus), ni en gras, ni en italique, ni en « petit »…
- Le gras n'est utilisé que pour surligner le titre de l'article dans l'introduction, une seule fois.
- L'italique est rarement utilisé : mots en langue étrangère, titres d'œuvres, noms de bateaux, etc.
- Les citations ne sont pas en italique mais en corps de texte normal. Elles sont entourées par des guillemets français : « et ».
- Les listes à puces sont à éviter, des paragraphes rédigés étant largement préférés. Les tableaux sont à réserver à la présentation de données structurées (résultats, etc.).
- Les appels de note de bas de page (petits chiffres en exposant, introduits par l'outil «  Source ») sont à placer entre la fin de phrase et le point final[comme ça].
- Les liens internes (vers d'autres articles de Wikipédia) sont à choisir avec parcimonie. Créez des liens vers des articles approfondissant le sujet. Les termes génériques sans rapport avec le sujet sont à éviter, ainsi que les répétitions de liens vers un même terme.
- Les liens externes sont à placer uniquement dans une section « Liens externes », à la fin de l'article. Ces liens sont à choisir avec parcimonie suivant les règles définies. Si un lien sert de source à l'article, son insertion dans le texte est à faire par les notes de bas de page.
- La présentation des références doit suivre les conventions bibliographiques. Il est recommandé d'utiliser les modèles {{Ouvrage}}, {{Chapitre}}, {{Article}}, {{Lien web}} et/ou {{Bibliographie}}. Le mode d'édition visuel peut mettre en forme automatiquement les références.
- Insérer une infobox (cadre d'informations à droite) n'est pas obligatoire pour parachever la mise en page.

Pour une aide détaillée, merci de consulter Aide:Wikification.
Si vous pensez que ces points ont été résolus, vous pouvez retirer ce bandeau et améliorer la mise en forme d'un autre article.
Oana Bogdan (née le 9 décembre 1977 à Sighișoara, Roumanie) est une architecte belge et roumaine. Elle fonde le cabinet d'architectes Bogdan & Van Broeck avec Leo Van Broeck en 2007, qui devient &bogdan en 2022. Elle est considérée comme une autorité dans le domaine de l'architecture et est très sollicitée en tant que membre du jury des prix d'architecture.

## Biographie et éducation
Sa mère était professeur de français et son père ingénieur. Elle a deux sœurs.
Oana Bogdan a étudié l'architecture et l'urbanisme à l'Université Ion Mincu de Bucarest. Elle est arrivée en Belgique en 1999 grâce à une bourse Erasmus où elle a étudié l'architecture à la KU Leuven et à l'Université d'Anvers. En 2015 elle a obtenu un Master of Business Administration à la Vlerick Business School et est aujourd'hui diplômée de l'Université d'Anvers.

## Carrière
Oana Bogdan a travaillé au bureau VBM Architect à Louvain. En 2007, elle fonde avec Leo Van Broeck le cabinet d'architectes Bogdan & Van Broeck. Oana Bogdan ancre le travail de Bogdan & Van Broeck dans le débat public en cours et remet en question le rôle traditionnel de l'architecte. Son implication dans les affaires sociétales, ainsi que dans les débats politiques, contribue à faire connaître l'approche holistique du développement urbain régénérateur. En 2022 Bogdan & Van Broeck est reconfiguré et prend le nom de &bogdan.
Oana a longtemps enseigné l'architecture et l'urbanisme à la KU Leuven. Elle est membre de l'Ordre des Architectes depuis 2005 et a été membre du jury du Prix culturel Flamand en 2007, du "Comité d'experts de l'UNESCO" de la ville de Bruges, du Comité consultatif pour l'architecture et le design du Gouvernement Flamand et du Comité Royal des Monuments et des Paysages de la Région Flamande. Elle est membre du conseil d'administration de la plateforme culturelle A+ Architecture in Belgium depuis 2020. Ses conseils sont sollicités en tant qu'expert par diverses organisations,..
Par ailleurs, elle a été secrétaire d'État à la Culture par intérim du Gouvernement Roumain en 2016, où elle a notamment rédigé un nouveau code législatif pour le patrimoine culturel et protégé historiquement de la région de Roșia Montană en Roumanie.
Bogdan a cofondé le parti politique roumain PLUS en 2018.

## Œuvres (sélection)
Le cabinet d'architectes Bogdan & Van Broeck se concentre sur la qualité de vie et l'activation de l'espace public. Ils conçoivent les conditions spatiales pour une vie collective. Un projet de maison individuelle ou dans un emplacement dépendant de la voiture est toujours rejeté par l'agence.
- Bakala Academy à Louvain (2013) : centre d'entraînement pour cyclistes professionnels et autres athlètes.
- VUB U-Residence à Bruxelles (2013) : chambres d'étudiants, centre de conférence et bureaux.
- Den Travoo à Hoeilaart (2014) : logements privés et sociaux.
- COOP à Anderlecht (2016) : reconversion d'un ancien moulin le long du canal en un "centre d'interprétation" et un centre pour petites et moyennes entreprises.
- The Cosmopolitan à Bruxelles (2019) : transformation d'un immeuble de bureaux au centre de Bruxelles en habitat mixte.
- Centre sportif Amal Amjahid à Molenbeek (2020) : équipement collectif le long du canal comprenant une salle de sport, un box club, une cafétéria, une crèche et un foyer.

## Composition des jurys et comités (sélection)
Oana Bogdan a été membre de plusieurs jurys de prix ou comités d'architecture :
- 2007–2012 : membre du Comité consultatif pour l'architecture et le design du Gouvernement flamand, Belgique
- 2016 : Concurs Annual al Studentilor Arhitecti (CASA), Roumanie [7]
- 2016 : président du comité du Prijs Wivina Demeester voor Excellent Bouwheerschap (architecte du gouvernement flamand - Vlaamse Bouwmeester), Belgique [8]
- 2017 : Prix du Salon d'architecture nordique [9]
- 2020 : membre du jury des Ultimas Architecture, les prix culturels de la Communauté flamande [10]
- 2021 : ambassadrice de Women in Architecture Belgium [11]
- 2021 : membre du conseil d'administration du BVA (Ordre Professionnel des Architectes), Belgique [12]
- 2021 : Prix d'architecture de Rotterdam (président) [13]
- 2021 : président du comité d'experts Bien Vivre de la Région de Bruxelles-Capitale [14]

## Récompenses et nominations
Oana Bogdan a remporté le concours Europan 7 en 2004 ainsi que la Biennale d'architecture de Bucarest en 2010. Elle a été nommée trois fois pour le prix Mies van der Rohe (2015, 2019, 2022),,,,.
Plusieurs créations de Bogdan & Van Broeck ont été nommées ou ont remporté un prix :
- Le Travoo
  - Mention spéciale au Trophée ArchiZinc 2014
  - Nomination pour le Prix Mies de l'UE 2015
  - Nomination pour les Prix du bâtiment de l'année 2016 (Archdaily)

- COOP
  - Lauréat du Prix Horta Bruxelles 2018
  - Nomination pour le Prix Mies de l'UE 2019
  - Nomination pour le Prix IUPA 2020

- Le Cosmopolitan
  - Nomination pour le EU Mies Award 2022

Cet article ou une version antérieure de celui-ci est une traduction (partielle) de l'article Oana Bogdan sur Wikipédia, sous licence Creative Commons Attribution-Partage dans les mêmes conditions.